# Kabinett Peidl

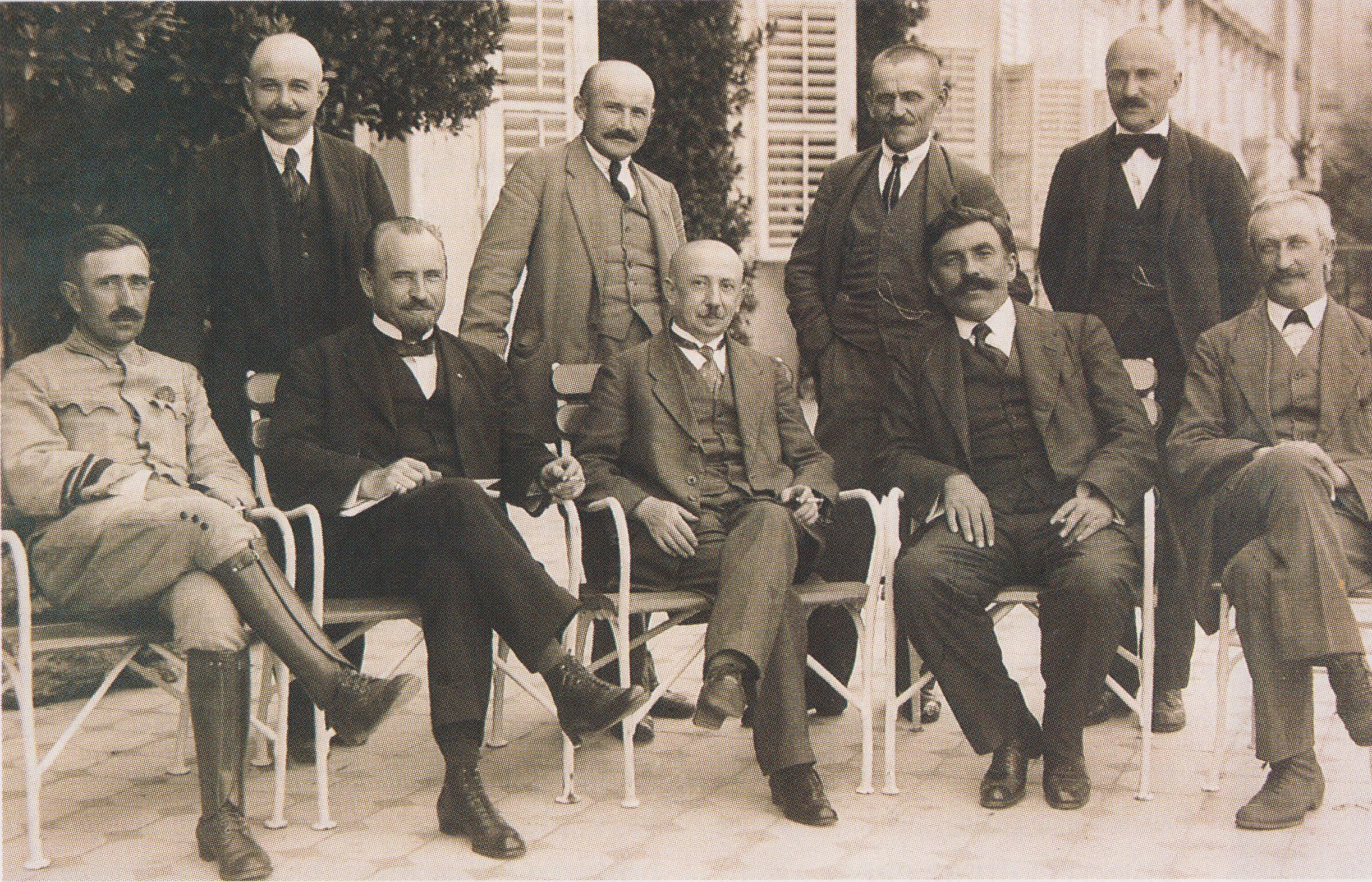
Kabinett Peidl

Das Kabinett Peidl war im August 1919 für wenige Tage die Regierung Ungarns. Es wurde am 1. August 1919 vom ungarischen Ministerpräsidenten Gyula Peidl gebildet und bestand bis 6. August 1919.

## Minister
| Amt                                 | Amtsträger           | Beginn Amtszeit | Ende Amtszeit  |
| ----------------------------------- | -------------------- | --------------- | -------------- |
| Ministerpräsident                   | Gyula Peidl          | 1. August 1919  | 6. August 1919 |
| Innenminister                       | Károly Peyer         | 1. August 1919  | 6. August 1919 |
| Außenminister                       | Péter Ágoston        | 1. August 1919  | 6. August 1919 |
| Verteidigungsminister               | József Haubrich      | 1. August 1919  | 6. August 1919 |
| Finanzminister                      | Ferenc Miákits       | 1. August 1919  | 6. August 1919 |
| Justizminister                      | Ernő Garami          | 1. August 1919  | 6. August 1919 |
| Ackerbauminister                    | József Takács        | 1. August 1919  | 6. August 1919 |
| Unterrichtsminister                 | Sándor Garbai        | 1. August 1919  | 6. August 1919 |
| Minister für Industrie und Handel   | Antal Dovcsák        | 1. August 1919  | 6. August 1919 |
| Minister für Arbeit und Volkswohl   | Imre Szabó           | 1. August 1919  | 6. August 1919 |
| Minister für Ernährung              | Ferenc Knittelhoffer | 1. August 1919  | 6. August 1919 |
| Minister für Nationale Minderheiten | Győző Knaller        | 1. August 1919  | 6. August 1919 |

## Quelle
- A kormány tagjai 1867-től máig: (Mitglieder der Regierung von 1867 bis heute) im parlamentarischen Almanach (1935)
- Ungarn in der Zwischenkriegszeit – Regierungslisten